# Лейнсборо (Міннесота)
Лейнсборо (англ. Lanesboro) — місто (англ. city) в США, в окрузі Філлмор штату Міннесота. Населення — 724 особи (2020).

## Географія
Лейнсборо розташоване за координатами 43°43′5″ пн. ш. 91°58′19″ зх. д. / 43.71806° пн. ш. 91.97194° зх. д. (43.718075, -91.971913).  За даними Бюро перепису населення США в 2010 році місто мало площу 3,43 км², уся площа — суходіл.

## Демографія
Згідно з переписом 2010 року, у місті мешкали 754 особи в 373 домогосподарствах у складі 207 родин. Густота населення становила 220 осіб/км².  Було 464 помешкання (135/км²).
Расовий склад населення:
| - 97,7 % — білих - 0,3 % — чорних або афроамериканців - 0,1 % — корінних американців |

До двох чи більше рас належало 1,6 %. Частка іспаномовних становила 0,9 % від усіх жителів.
За віковим діапазоном населення розподілялося таким чином: 18,2 % — особи молодші 18 років, 59,0 % — особи у віці 18—64 років, 22,8 % — особи у віці 65 років та старші. Медіана віку мешканця становила 49,8 року. На 100 осіб жіночої статі у місті припадало 93,8 чоловіків;  на 100 жінок у віці від 18 років та старших — 87,5 чоловіків також старших 18 років.
Середній дохід на одне домашнє господарство  становив 57 852 долари США (медіана — 44 432), а середній дохід на одну сім'ю — 71 218 доларів (медіана — 58 125). Медіана доходів становила 50 417 доларів для чоловіків та 35 208 доларів для жінок. За межею бідності перебувало 11,0 % осіб, у тому числі 9,5 % дітей у віці до 18 років та 12,7 % осіб у віці 65 років та старших.
Цивільне працевлаштоване населення становило 386 осіб. Основні галузі зайнятості: освіта, охорона здоров'я та соціальна допомога — 34,2 %, мистецтво, розваги та відпочинок — 14,5 %, виробництво — 8,8 %, сільське господарство, лісництво, риболовля — 7,0 %.